# 시라키 아카리
시라키 아카리(일본어: 白木 星, 1996년 11월 4일 ~ )는 일본의 여자 축구 선수이다.

## 구단 경력
나데시코 리그, WE리그의 우라와 레즈, 마이나비 센다이에서 활동했다.

## 국가대표팀 경력
그녀는 2012년 FIFA U-17 여자 월드컵에 참가할 일본 U-17 국가대표팀에 발탁되었으며, 3경기에 출전, 2득점을 넣었다.